# Matt Parker
Matthew Thomas Parker (* 22. prosince 1980) je australský rekreační matematik, autor, komik, youtuber a popularizátor věd žijící ve Spojeném království. Jeho kniha Humble Pi se stala první matematickou publikací ve Spojeném království, která byla uvedena jako nejlepší bestseller britského periodika Sunday Times. Je bývalým pedagogem a zaměřuje se na popularizaci matematických problémů prostřednictvím přednášek a YouTube videí. Jeho manželkou je od roku 2014 anglická fyzička Lucie Green. Dlouhodobě pobývá v anglickém Godalmingu.

## Raný život a vzdělání
Parker se narodil v Perthu v západní Austrálii a vyrůstal na jeho severním předměstí Duncraig. Zájem o matematiku začínal projevovat již v brzkém věku.
Vystudoval Západoaustralskou univerzitu, kde původně začal se studiem strojírenství, později však změnil obor na fyziku a následně matematiku, se zájmem se jí profesně věnovat.
Během svých vysokoškolských studií vytvářel skečové komedie a komedie psal i pro tamní studentský časopis Pelican. Díky tomuto svému zájmu se rozhodl absolvovat kurz pro stand-up komiky.

## Kariéra

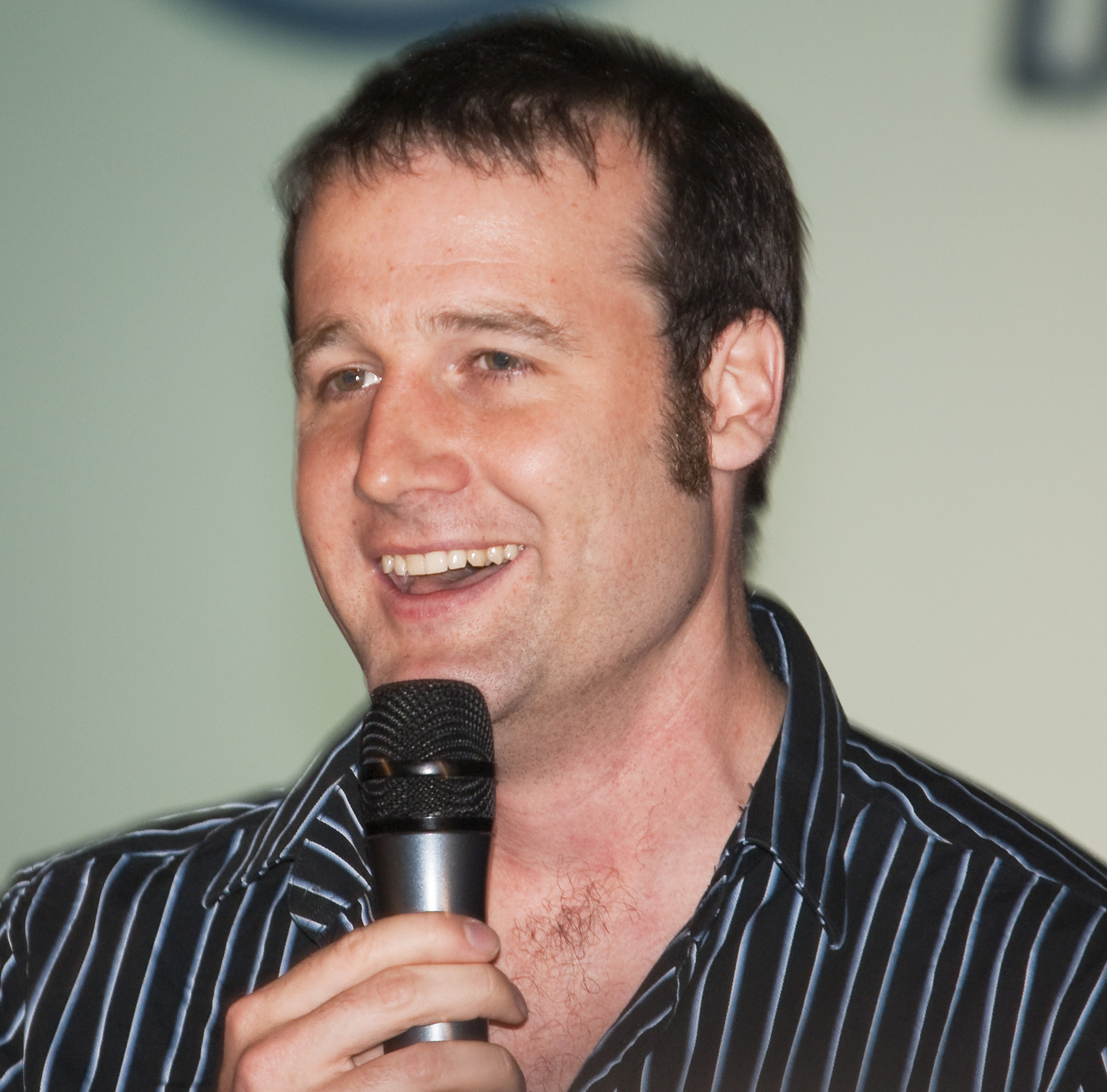
Matt Parker (2011)

Po vysoké škole Parker v Austrálii krátce vyučoval matematiku, než se přestěhoval do Londýna, kde opět pokračoval ve své pedagogické činnosti. Začal se angažovat v oblastech podpory vzdělávání, spolupráce s univerzitami a dalšími odbornými organizacemi a pořádání populárně vědeckých přednášek.
Parker natočil nebo se podílel na množství YouTube videí, ve kterých rozebírá různorodé matematické problémy a příbuzná témata. Sám provozuje YouTube kanál nazvaný Stand-up Maths, na kterém přesáhl hranici jednoho milionu odběratelů, a často účinkuje jako host na dalších kanálech podobného zaměření jako například Numberphile Bradyho Harana.
Je autorem knih Things to Make and Do in the Fourth Dimension a Humble Pi, která se po jejím vydání v březnu 2019 stala nejlepším bestsellerem týdeníku The Sunday Times.
V roce 2014 Parker založil Think Maths, uskupení podobně zaměřených matematiků pořádajících workshopy a přednášky ve školách i pro veřejnost. O dva roky později se jako host objevil v britském komediálním vědomostním pořadu QI.
Během své kariéry byl pozván a vystoupil v několika pořadech na stanicích BBC Radio Four, BBC Four, BBC News, Sky News, Channel 4, CBBC nebo Discovery Channel, kde působí pravidelně. Je také občasným přispěvatelem britského deníku The Guardian. Několikrát spolupracoval s britskou akademičkou Hannah Fry.
Spolu s dalším YouTube popularizátorem matematiky, američanem Vi Hartem, byl v roce 2018 oceněn Cenou za komunikaci amerického institutu Joint Policy Board for Mathematics za „přínos v oblasti celosvětového šíření povědomí a zájmu o matematiku prostřednictvím YouTube videí, médií, publikací a stand-up vystoupení“.
Parker moderuje dva podcasty. Novější z nich, A Podcast of Unnecessary Detail., je společným projektem s Helen Arney a Stevem Mouldem, se kterými také vystupuje v rámci svých komediálních představení pod názvem Festival of the Spoken Nerd. A Podcast of Unnecessary Detail spočívá ve vysvětlování moderátory zvolených vědeckých témat posluchačům. První série tohoto podcastu byla vydána v září 2020 během pandemie covidu-19. Starším z dvojice je podcast A Problem Squared spolu-moderovaný komikem a moderátorem Becem Hillem, jehož formát je založen na řešení matematických problémů zaslaných veřejností, ke kterým se Parker a Hill, někdy v doprovodu speciálního hosta, snaží najít vyčerpávající řešení pomocí vlastního výzkumu.

### Ocenění
Parker v roce 2018 obdržel od Mathematical Association of America ocenění Euler Book Prize za dílo Things to Make and Do in the Fourth Dimension.
V roce 2020 byl oceněn Medailí Christophera Zeemana britského Institute of Mathematics and its Applications a London Mathematical Society jako „uznání jeho vlivu na komunikaci matematiky široké veřejnosti“. Odůvodnění ocenění vyzdvihuje především Parkerovu práci na YouTube, publikace a působení v médiích.
V dubnu 2024 byla po Parkerovi pojmenována planetka hlavního pásu jako 314159 Mattparker. Kromě jména je poctou Parkerově osobě také číselné označení asteroidu, které reprezentuje prvních 6 číslic konstanty pí, které se Parker ve své činnosti hojně věnuje, a to především sérií Pi Day challenges vydávanou pravidelně na den pí spočívající v pokusech aproximace číselné hodnoty pí pomocí nejrůznějších experimentálních i teoretických metod.

## Přínos v rekreační matematice
V rámci rekreační matematiky Parker představil koncept v originále pojmenovaný jako grafting numbers, což jsou celá čísla jejichž p-tá odmocnina vyjádřená v číselné soustavě se základem b obsahuje číslice původního čísla před nebo bezprostředně za desetinnou čárkou (sekvence s identifikátorem A232087 v online encyklopedii celočíselných posloupností OEIS).
Příkladem takového čísla pro b = 10 (desítková soustava) a p = 2 může být 5711, kde se tyto číslice objevují hned za desetinnou čárkou:
{\displaystyle {\sqrt[{2}]{5711}}\ {\dot {=}}\ 75,571159}

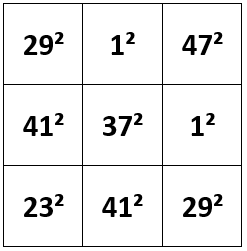
Podoba Parkerova polomagického čtverce

Parker dal jméno tzv. Parkerovu čtverci (anglicky Parker square), internetovému memu spočívajícímu v triviálním polomagickém čtverci. Parker se pokoušel vytvořit magický čtverec pouze za pomocí čtvercových čísel, avšak bez známek úspěchu. Jediným výstupem jeho snah je právě Parkerův čtverec, který vlastnosti magického čtverce nenaplňuje, neboť jsou v něm některá čísla použita více než jednou a suma na jedné z diagonál neodpovídá sumám na řádcích, sloupcích a druhé diagonále.
Tento čtverec lze reprezentovat následující čtvercovou maticí 3. řádu:
{\displaystyle {\begin{pmatrix}841&1&2209\\1681&1369&1\\529&1681&841\end{pmatrix}}}
Význam memu je založen na jeho užití pro ilustraci situace naprostého selhání snah o výsledek a také jako metafora pro výsledek, který je téměř správně, avšak stále trochu mimo.